# ثلاثة (فلم 2006)
ثلاثة (بالإنجليزية: Three) هو فيلم رعب وإثارة مسيحي صدر عام 2007، مقتبس من رواية بنفس الاسم للكاتب تيد ديكر. من إخراج روبي هنسون وتأليف ألان بي. ماكيلروي, وبطولة مارك بلوكاس، جوستين وودل، ماكس ريان، وبيل موسيلي. تم تصويره في وارسو، بولندا. حقق الفيلم 1.4 مليون دولار من الإيرادات وحصل على تصنيف 5% في Rotten Tomatoes، حيث وصف بأنه "فيلم إثارة لا يثير الرعب" في رأي النقاد.

## القصة
جينيفر بيترز (جوستين وودل) تحاول إنقاذ شقيقها «روي»، الذي تم اختطافه من قبل قاتل متسلسل يُعرف باسم قاتل اللغز - أو «آر.كي». - بسبب استخدامه للألغاز في الجرائم التي يرتكبها. لقد كتبت جينيفر مؤخرًا كتابًا عن طبيعة القتلة المتسلسلين، ما جعل آر.كي. يشعر بالاستياء. تتبع جينيفر أدلة «آر.كي». وتجد «روي» لكنها لا تنجح في إنقاذه حيث تنفجر السيارة التي يكون داخلها.
كيفن بارسون (مارك بلوكاس) طالب في اللاهوت في السمنار، قد اكتملت مؤخرًا نسخة مسودة ثالثة من رسالته حول طبيعة الخير والشر. يتلقى يومًا ما اتصالًا هاتفيًا من «آر.كي». (بيل موسيلي), يطلب منه الاعتراف بخطيئة غير محددة أو ستنفجر سيارته. كما يطرح عليه لغزًا: "ما الذي يسقط ولكنه لا يتكسر؟ ما الذي يتكسر ولكنه لا يسقط؟" تعجز كيفن عن فهم الخطيئة واللغز، فيهرب سريعًا من السيارة قبل أن تنفجر. يبلغ الشرطة، بمن فيهم جينيفر، لكنه يتجاهل الجزء المتعلق بالخطيئة، معتقدًا أنها شيء فعله قبل فترة زمنية.
يتلقى تهديدًا ضد حياة "كلب طفولته" ويذهب إلى منزل عمته «باليندا» للبحث عن حماية أو مأوي (بريسيلا بارنز) ولكنه لا ينجح في إنقاذ كلبه من قنبلة. يلتقي مجددًا بصديقته منذ الطفولة، سامانثا شير (لورا جوردان), ويقرران معًا محاولة فهم غموض قاتل الألغاز الذي يستمر في استهدافه ويبدو قادرًا على مراقبة كيفن داخل منزله. تحل «سام» اللغز الأول؛ الإجابة هي الليل والنهار. تعمل كمحققة في التأمين وتأخذ إلى مختبرها الكتاب الذي كان يخفي فيه القاتل هاتفًا محمولًا.
يأتي تهديد آخر من قاتل الألغاز: قنبلة مرفقة بزميل «كيفن» في الدراسة «هنري» ورسالة على جبين هنري تشير إلى رومية 6:23, نص في الكتاب المقدس عن الموت كأجرة الخطيئة. تنجح الشرطة في إزالة القنبلة من جسم «هنري». يتذكر «كيفن» الآن صبيًا كان يراقبه «وسام» دائمًا خلال طفولتهما. في دفاع ذاتي، كان «كيفن» قد قفله في مستودع وتركه يموت. يعتقد أن الصبي نجا وهو الآن آر.كي.
في وقت لاحق، يجد كيفن أوراق رسالته مبعثرة حول غرفته. يجد تلفزيونًا في ثلاجته يعرض صورة «لآر.كي». مع لغز آخر: ما الذي يأخذك بعيدًا ولكن لا يذهب إلى أي مكان؟ يعترف كيفن بتركه الصبي في المستودع ويعتذر، على أمل أن يرضيه ليتركه وحده. ولكن «آر.كي». لا يستسلم. يكتشف «كيفن» «وسام»، التي كان والدها ضابط شرطة، أن حافلة على الجادة الثالثة في خطر وينجحون في إخراج جميع الركاب بسلام قبل أن تنفجر قنبلة.
تزور جينيفر عمة «كيفن» «باليندا» وتجد أنها كانت تحتفظ بزوجها وابنها بوبي في الظلمة عن العالم خارج منزلهما وفعلت الشيء نفسه مع «كيفن». تجد أيضًا سترة ملطخة بالدم في المستودع. في هذه الأثناء، تتحدث «سام» مع «كيفن» في فندق. يرسل «آر.كي». رسالة مسجلة إلى غرفة الفندق تشير إلى مبنى فارغ والرقم 33369 - المستودع. قبل وصول «جينيفر» إلى الفندق، يكون «كيفن» و«وسام» في المستودع، حيث ترى «سام» جدارًا مليئًا بالكلمات الغامضة وتقع في فخ القاتل. عندما يدخل «كيفن» المبنى، يجد قنبلة. لا يستطيع التوقف عنها ولكن يمكنه الهروب مع «سام». تصل «جينيفر» والشرطة وتقوم بالتحقيق. تغادر «سام» ويصر «كيفن» على عدم التعاون مع «جينيفر»، لأن القاتل أصر على عدم تورط الشرطة، وإلا سيقتل المزيد من الناس. تعلن «جينيفر» استقالتها، قائلة إنها لم تعد متورطة رسميًا، لذلك لم تعد تهم. ومع ذلك، يتجاهل «كيفن» كلامها.
يجد «كيفن» تهديدًا آخر يتعلق بمنزل يحترق في منتصف الليل ويدرك أن عمته «باليندا» في خطر. وبينما يتسرع لمحاولة إنقاذها، يتذكر أنها كانت تعذبه عندما كان طفلاً. تجد سام مذكرة من «آر.كي». وتفزع عندما تدرك أن الخط اليدوي له نفسه «كيفن». تتصل بـ«جينيفر»، التي تخبرها أن هناك زوج واحد فقط من الأثار في المستودع. تتأكد سام الآن من أنها لم تر «آر.كي». فعليًا. يدرك النساء أيضًا أن جميع الألغاز كانت عن النقيض، مثل الغسق والفجر، ويستنتجون أن «آر.كي». قد يكون في الواقع نصف «كيفن» "الشرير".
يجد «كيفن» «باليندا» مقيدة، ويقدم لها القاتل ألغازاً ويكشف هويته «كسلاتر» (بيل موليسون). تسرع «سام» إلى منزل «باليندا» وتكتشف أن القاتل الألغاز، «سلاتر»، حقيقي بعد كل شيء عندما تنظر تحت الباب وترى زوجين من الأحذية. يشرح «سلاتر» أنه سيجعل «كيفن» يقتل «باليندا»، ثم يتركه ليتحمل اللوم، حيث سيعتقد الجميع أن «كيفن» هو قاتل الألغاز. تصل «جينيفر» لتجد «كيفن» يصب بندقية نحو نفسه. يتضح أن كل من «سلاتر» و«وسام» هما أوهام في خيال «كيفن»؛ حيث تعرض لصدمة بسبب تعذيب عمته «باليندا»، فقد تخيل صديقته «سامانثا» والصبي الذي كان يتقاتل معه وقام بتقليد القاتل الحقيقي للألغاز بشكل تحت وعي. تقنع «جينيفر» «كيفن» بذلك، وتختفي رؤاه لـ«سلاتر» «وسام».
ذكر «كيفن» أن القاتل الحقيقي للألغاز كان أمام أعينهم، واكتشفت «جينيفر» أثناء فحصها لجدار القصاصات الخاص به أن بائع الهوت دوغ الذي كان من المفترض أن يتلقى كتابًا من القاتل ليعطيه لها يقف في المقدمة في الصورة، وهو يحمل كاميرا. عند القبض عليه، اعترف بأنه يكره المقلدين وكان ينوي قتل «كيفن» لتقليده.
تم إرسال «كيفن» إلى مؤسسة وزيارته هناك من قبل «جينيفر».

## طاقم العمل
| الممثل         | الدور           |
| -------------- | --------------- |
| مارك بلوكاس    | كيفن بارسون     |
| جوستين وودل    | جينيفر بيترز    |
| لورا جوردان    | سامانثا شير     |
| بيل موسيلي     | ريتشارد سليتر   |
| بريسيلا بارنز  | باليندا بارسون  |
| ماكس ريان      | بول ميلتون      |
| توم باور       | يوجين بارسون    |
| جيفري لي هوليس | بوب بارسون      |
| ألانا بالي     | سامانثا الصغيرة |
| كيفن داونز     | هنري            |

## استقبال النقاد
تقرير موقع روتن توميتوز، الذي يجمع مراجعات الأفلام، يشير إلى أن 5% من أصل 37 ناقدًا قدموا تقييمًا إيجابيًا للفيلم؛ وبلغ متوسط التقييم 3.3/10. وجاء في تعليق الموقع: "ثري فيلم بني بشكل سيء، ولا يوفر أي إثارة، وليس نصف ما هو جيد كالعديد من الأفلام التي اقتبس منها (التكيف، سو، سبعة)." كما يشبه الفيلم بوضوح حبكته السينمائية النص التابع للشخصية دونالد كوفمان في فيلم التكيف.
وقد جعل روتن توماتوز فيلم ثري في المرتبة رقم 84 على قائمته "أسوأ 100 فيلم تمت مراجعته على الإطلاق: 2000–2009".

## إيرادات البوكس أوفيس
افتتح فيلم "ثري" في أكثر من 450 صالة سينما وحقق إيرادات بقيمة 700،000 دولار أمريكي في أول عطلة نهاية أسبوع له. ترك الفيلم البوكس أوفيس رسميًا بعد مرور 17 يومًا من افتتاحه، وحقق أكثر من مليون دولار.

## روابط خارجية
- Thr3e على موقع أول موفي.
- Thr3e  في قاعدة بيانات الأفلام على الإنترنت (بالإنجليزية)
- Thr3e على فهرس معهد الفيلم الأمريكي